# Dhurata Dora
Dhurata Dora (Neurenberg, 24 december 1992) is een Kosovaars-Albanese zangeres afkomstig uit Duitsland.

## Carrière
Op 18-jarige leeftijd bracht Dhurata Dora met Vetë kërkove haar eerste nummer uit. In 2016 kende ze haar doorbraak in Albanië. Ze had er dat jaar drie nummers die de top 20 van de hitlijsten bereikten, met haar nummer Ayo dat de eerste plaats bekleedde. Zowel in 2017 als in 2018 bracht ze drie singles uit, ook alle zes deze nummers stonden in de Albanese top 20. Daaronder Trëndafil (2018), haar tweede nummer op plaats 1.
In 2019 bereikte ze met Zemër haar eerste internationale doorbraak. Het nummer bereikte naast nummer 1 in Albanië en nummer 6 in Wallonië ook de hitlijsten van Frankrijk en Zwitserland. In Frankrijk behaalde het nummer platina.
In 2020 had Dhurata Dora twee singles met internationaal succes, beide in samenwerking met rapper Azet. Lass los bereikte een top 10-plaats in Zwitserland, Duitsland en Oostenrijk, terwijl Fajet hoog gerangschikt was in Zwitserland én haar vierde nummer 1-single in Albanië was. In 2021 bereikte Mi Amor als vierde van haar singles de top 20 in Zwitserland.
Dhurata Dora bereikte in 2022 met Gajde voor de vijfde maal de eerste plaats in de Albanese hitparade. Later dat jaar behaalde ze met Adrenalina de derde plaats in de Zwitserland.

## Discografie
| Single                                                                                        | Jaar van verschijnen | Hoogste positie | Hoogste positie | Hoogste positie | Hoogste positie | Hoogste positie | Hoogste positie | Opmerkingen   |
| Single                                                                                        | Jaar van verschijnen | ALB             | BE (Wal)        | DUI             | FRA             | OOS             | ZWI             | Opmerkingen   |
| --------------------------------------------------------------------------------------------- | -------------------- | --------------- | --------------- | --------------- | --------------- | --------------- | --------------- | ------------- |
| "Vetë kërkove"                                                                                | 2011                 | —               | —               | —               | —               | —               | —               |               |
| "Get Down" (feat. Don Arbas)                                                                  | 2012                 | —               | —               | —               | —               | —               | —               |               |
| "I Like Dat"                                                                                  | 2013                 | —               | —               | —               | —               | —               | —               | Album A Bombi |
| "Roll" (feat. Young Zerka)                                                                    | 2014                 | —               | —               | —               | —               | —               | —               | Album A Bombi |
| "A Bombi" (feat. Young Zerka)                                                                 | 2014                 | —               | —               | —               | —               | —               | —               | Album A Bombi |
| "Ti don"                                                                                      | 2015                 | —               | —               | —               | —               | —               | —               | Album A Bombi |
| "Shumë on"                                                                                    | 2015                 | —               | —               | —               | —               | —               | —               | Album A Bombi |
| "Numrin e ri"                                                                                 | 2016                 | 5               | —               | —               | —               | —               | —               | Album A Bombi |
| "Vec ty"                                                                                      | 2016                 | 16              | —               | —               | —               | —               | —               |               |
| "Ayo"                                                                                         | 2016                 | 1               | —               | —               | —               | —               | —               |               |
| "Simpatia" (feat. Lumi B)                                                                     | 2017                 | 6               | —               | —               | —               | —               | —               |               |
| "Bubble"                                                                                      | 2017                 | 16              | —               | —               | —               | —               | —               |               |
| "Kesh Kesh"                                                                                   | 2017                 | 5               | —               | —               | —               | —               | —               |               |
| "Trëndafil" (feat. Flori Mumajesi)                                                            | 2018                 | 1               | —               | —               | —               | —               | —               |               |
| "Jake Jake"                                                                                   | 2018                 | 8               | —               | —               | —               | —               | —               |               |
| "Qikat e mia"                                                                                 | 2018                 | 17              | —               | —               | —               | —               | —               |               |
| "Zemër" (feat. Soolking)                                                                      | 2019                 | 1               | 6               | —               | —               | 21              | 13              | Platina (FRA) |
| "100 Shkallë" (feat. Big Bang)                                                                | 2019                 | —               | —               | —               | —               | —               | —               |               |
| "Lass los" (feat. Azet)                                                                       | 2020                 | 24              | —               | 10              | —               | 10              | 4               |               |
| "Ferrari"                                                                                     | 2020                 | —               | —               | —               | —               | —               | —               |               |
| "Fajet" (feat. Azet)                                                                          | 2020                 | 1               | —               | 32              | —               | 37              | 8               |               |
| "Harrom"                                                                                      | 2020                 | —               | —               | —               | —               | —               | 81              |               |
| "Mi Amor" (feat. Noizy)                                                                       | 2021                 | —               | —               | —               | —               | —               | 19              | Album Dhurata |
| "Criminal"                                                                                    | 2021                 | 24              | —               | —               | —               | —               | 70              | Album Dhurata |
| "Sa m'ke mungu"                                                                               | 2022                 | 7               | —               | —               | —               | —               | 40              |               |
| "Gajde" (feat. Elvana Gjata)                                                                  | 2022                 | 1               | —               | —               | —               | —               | 11              |               |
| "Adrenalina" (feat. Elvana Gjata)                                                             | 2022                 | —               | —               | 14              | —               | 19              | 3               | Album Dhurata |
| "Yummy" (met Inna en Stefflon Don)                                                            | 2023                 | —               | —               | —               | —               | —               | —               |               |
| "Sonne"                                                                                       | 2023                 | —               | —               | —               | —               | —               | —               | Album Dhurata |
| "Besame"                                                                                      | 2023                 | —               | —               | —               | —               | —               | 47              | Album Dhurata |
| "Luj" (feat. Elvana Gjata)                                                                    | 2023                 | —               | —               | —               | —               | —               | 69              | Album Dhurata |
| "Shut Up" (feat. Luciano en Noizy)                                                            | 2023                 | —               | —               | —               | —               | —               | 51              |               |
| "—" geeft een nummer aan dat niet in de hitlijsten kwam of niet in dat gebied is uitgebracht. |                      |                 |                 |                 |                 |                 |                 |               |